# Rickardita
La rickardita és un mineral de la classe dels sulfurs. Rep el seu nom de Thomas Arthur Rickard (1864–1953), enginyer de mines i editor de la revista Engineering and Mining Journal.

## Característiques
La rickardita és un sulfur de fórmula química Cu₇Te₅. Cristal·litza en el sistema ortoròmbic. Es troba de manera massiva, en grans molt fins i porosos; pot trobar-se també botrioide. La seva duresa a l'escala de Mohs és 3,5.
Segons la classificació de Nickel-Strunz, la rickardita pertany a «02.BA: sulfurs metàl·lics amb proporció M:S > 1:1 (principalment 2:1) amb coure, plata i/o or», juntament amb els minerals següents: calcocita, djurleïta, geerita, roxbyita, anilita, digenita, bornita, bellidoïta, berzelianita, athabascaïta, umangita, weissita, acantita, mckinstryita, stromeyerita, jalpaïta, selenojalpaïta, eucairita, aguilarita, naumannita, cervel·leïta, hessita, chenguodaïta, henryita, stützita, argirodita, canfieldita, putzita, fischesserita, penzhinita, petrovskaïta, petzita, uytenbogaardtita, bezsmertnovita, bilibinskita i bogdanovita.

## Formació i jaciments
És un mineral de l'última etapa d'origen hidrotermal de baixa temperatura, que es troba en alguns dipòsits que contenen tel·luri. Sol trobar-se associada a altres minerals com: vulcanita, tel·luri, cameronita, petzita, silvanita, berthierita, pirita, arsenopirita o bornita. Va ser descoberta l'any 1903 a la mina Good Hope, a Vulcan (Gunnison Co., Estats Units).